# Kent (группа)
Кент (англ. Kent) — шведская рок-группа. Основана в мае 1990 года в г. Эскильстуна. После выхода сингла «Kräm (så nära får ingen gå)» в 1996-м году обрела популярность на родине, где почти все альбомы занимали верхние позиции национального хит-парада. Начиная с третьей пластинки («Isola», 1997) группа вышла на международный уровень, её синглы занимали верхние места чартов Скандинавии. Однако в остальном мире она не прижилась, не помог даже тур по США. В России из композиций группы больше всего известен сингл 1999-го «Music non stop».
14 марта 2016 г. группа объявила о завершении деятельности после выпуска альбома и концертного тура по Скандинавии. Официальная дата прекращения деятельности 17 декабря 2016, когда вышел их прощальный номер Då Som Nu För Alltid.

## Дискография
- Kent (1995)
- Verkligen (1996)
- Isola (1997)
- Hagnesta Hill (1999)
- Vapen & ammunition (2002)
- Du & jag döden (2005)
- Tillbaka till samtiden (2007)
- Röd (2009)
- En plats i solen (2010)
- Jag är inte rädd för mörkret (2012)
- Tigerdrottningen (2014)
- Då Som Nu För Alltid (2016)[1]